# Creteuchiloglanis macropterus
Creteuchiloglanis macropterus es una especie de peces de la familia Sisoridae en el orden de los Siluriformes.

## Distribución geográfica
Se encuentran en las cuencas de los ríos Salween y Irrawaddy al sur de la China.